# کوه هانویل
کوه هانویل (به انگلیسی: Hunewill Peak) یک کوه در ایالات متحده آمریکا است که در شهرستان مونو، کالیفرنیا واقع شده‌است. کوه هانویل ۳٬۵۷۰٫۱۷ متر بالاتر از سطح دریا واقع شده‌است.